# NA-2420
La NA-2420 o carretera Torres de Elorz - Yesa (Dorre Elortzibar - Esa errepidea de forma cooficial) es la carretera en Navarra (España) que une Torres de Elorz (Valle de Elorz) con la villa de Yesa. Pasa por el puerto de Loiti y conecta la cuenca de Pamplona con el embalse de Yesa atravesando la cuenca de Aoiz-Lumbier. Antes de la construcción de la autovía del Pirineo formaba parte de la Carretera de Tarragona a Bilbao y San Sebastián (N-240). Actualmente hace las funciones de vía de servicio de la citada autovía.

## Recorrido
Parte de la rotonda de Torres de Elorz y finaliza en Yesa, en el límite entre Navarra y la provincia de Zaragoza, con una longitud total de 43,33 km.
| Id.     | PK    | Salida  | Carretera | Dirección                                    |                          |
| ------- | ----- | ------- | --- | -------------------------------------------- | ------------------------ |
| NA-2420 | 0     |         | A-21 | Pamplona - Jaca - Huesca                     |                          |
| NA-2420 | 0     | NA-5008 | Torres de Elorz - Torres de Elorz |                                              |                          |
| NA-2420 | 1,4   |         | NA-2316 | Zulueta                                      |                          |
| NA-2420 | 2,0   |         | NA-5002 | Zabalegui                                    |                          |
| NA-2420 | 3,1   |         | A-21 | Pamplona - Jaca - Huesca                     |                          |
| NA-2420 | 3,1   | NA-2318 | Elorz |                                              |                          |
| NA-2420 | 6,0   |         | A-21 | Pamplona - Jaca - Huesca                     |                          |
| NA-2420 | 6,0   | NA-234  | Campanas - Urroz-Villa |                                              |                          |
| NA-2420 | 8,7   |         | | Travesía de Monreal                          |                          |
| NA-2420 | 9,4   |         | | Travesía de Monreal                          |                          |
| NA-2420 | 10,8  |         | NA-2346 | Alzórriz                                     |                          |
| NA-2420 | 10,9  |         | NA-5005 | Salinas de Ibargoiti                         |                          |
| NA-2420 | 11,8  |         | A-21 | Jaca - Huesca                                |                          |
| NA-2420 | 11,9  |         | A-21 | Pamplona                                     |                          |
| NA-2420 | 12,3  |         | | Travesía de Idocin                           |                          |
| NA-2420 | 12,6  |         | | Travesía de Idocin                           |                          |
| NA-2420 | 15,0  |         | Lecáun | Lecáun                                       |                          |
| NA-2420 | 15,7  |         | NA-5101 | Abínzano                                     |                          |
| NA-2420 | 16,6  |         | Sengáriz | Sengáriz                                     |                          |
| NA-2420 | 17,7  |         | NA-5102 | Izco - Celigüeta                             |                          |
| NA-2420 | 18,7  |         | A-21 | Pamplona - Jaca - Huesca                     |                          |
| NA-2420 | 19,9  |         | Memorial de Las Fosas de Loiti Alto de Loiti | Memorial de Las Fosas de Loiti Alto de Loiti |                          |
| NA-2420 | 22,7  |         | NA-2454 | Aldunate                                     |                          |
| NA-2420 | 23,0  |         | NA-2404 | Nardués-Aldunate                             |                          |
| NA-2420 | 25,3  |         | A-21 | Jaca - Huesca                                |                          |
| NA-2420 | 25,3  | NA-534  | Aibar - Cáseda |                                              |                          |
| NA-2420 | 25,4  |         | A-21 | Pamplona                                     |                          |
| NA-2420 | 25,4  | NA-150  | Lumbier - Aoiz NA-534 Aibar - Cáseda NA-150 Lumbier Foz de Lumbier Foz de Arbayún Larra-Belagua Valle del Roncal Selva de Irati Valle de Salazar |                                              |                          |
| NA-2420 | 26,5  |         | A-21 | Jaca - Huesca                                |                          |
| NA-2420 | 29,9  |         | A-21 | Pamplona - Jaca - Huesca                     |                          |
| NA-2420 | 29,9  | Camino  | Villa Romana de Liedena |                                              |                          |
| NA-2420 | 31,9  |         | NA-127 | Sangüesa - Sos del Rey Católico              |                          |
| NA-2420 | 32,0  |         | | Travesía de Liédena                          |                          |
| NA-2420 | 32,9  |         | | Travesía de Liédena                          |                          |
| NA-2420 | 33,2  |         | A-21 | Pamplona - Jaca - Huesca                     | Pamplona - Jaca - Huesca |
| NA-2420 | 38,2  |         | A-21 | Pamplona - Jaca - Huesca                     |                          |
| NA-2420 | 38,2  | NA-2113 | Monasterio de Leyre |                                              |                          |
| NA-2420 | 38,6  |         | | Inicio travesía de Yesa                      |                          |
| NA-2420 | 38,9  |         | NA-5410 | Javier - Sangüesa Castillo de Javier         |                          |
| NA-2420 | 39,4  |         | | Fin travesía de Yesa                         |                          |
| NA-2420 | 43,33 | N-240   | N-240 | Enlace / Límite Navarra-Zaragoza             |                          |